# Ferrovia Rocchette-Asiago
La ferrovia Rocchette – Asiago era una linea ferroviaria a scartamento ridotto dell'Alto vicentino, in parte a cremagliera, che collegava l'Altopiano dei sette comuni con Schio e Thiene. Fu dismessa nel 1958 e in seguito smantellata.

## Storia
Verso la fine del XIX secolo, lo sviluppo dell'industria tessile nell'area alto-vicentina fece emergere sempre più forte l'esigenza di collegamenti viari e ferroviari. La leadership nel settore era costituita dalle aziende tessili e cartarie Rossi, situate fra i bacini della Val Leogra e della Valle dell'Astico, che pertanto premevano in tal senso.
Il primo progetto dell'ingegnere Alfonso Crippa di Milano, approntato nel 1884, prevedeva un percorso
che si inoltrava per la Val d'Astico passando per Pedescala e per San Pietro e, in frazione Lucca di San Pietro, tornava indietro per 2 km inoltrandosi nella Val d'Assa in corrispondenza di Castelletto di Rotzo, sorpassava Mezzaselva di Roana e per la valle del Ghelpach superava Roncalto, arrivando in località Antonini sotto Pennar, ad est di Asiago, dove era prevista la stazione capolinea. Questa proposta fu scartata per varie motivazioni: perché troppo lunga (41 km); perché le autorità militari si opposero essendo la linea troppo vicina al confine; perché lontana da centri come le frazioni di Roana Treschè Conca, Cesuna, Canove.
L'imprenditore e politico vicentino Alessandro Rossi (il padre era originario di Conco) incaricò l'ingegnere austriaco Ferdinand Schäcke, di Graz, di individuare un nuovo percorso e questi ne propose uno, uguale a quello poi adottato, con l'unica differenza che il suo da Cesuna andava direttamente a Roncalto, arrivando questa volta a sud di Asiago. Infine gli ingegneri Saccardo e Dalla Valle proposero quello definitivo.
La scelta dello scartamento ridotto fu imposta dal governo Austro-Ungarico (per motivi strategici) in quanto la Rocchette-Asiago era prossima al confine italo-austriaco, che allora andava dal comune di Casotto fino a Primolano in Valsugana passando dal passo Vezzena.
Nonostante la proposta del collegamento ferroviario risalisse al lontano 1882 soltanto nel 1907 questo ottenne l'approvazione governativa per la costruzione di una linea della lunghezza totale di 21,190 km, a scartamento di 950 mm, dei quali 5,764 km erano superati mediante l'uso della cremagliera tipo Strub, mentre il resto del percorso era ad aderenza naturale, che con terminologia tecnica viene definito anche a semplice aderenza. Seguirono ancora discussioni e studi; i lavori, iniziati in forma ridotta e discontinua già dal 1907, anno in cui viene aperta anche la linea Thiene-Rocchette a scartamento normale, e avviati a pieno regime nel 1909 dalla Società Veneta sotto la direzione dell'ingegner Giovanni Letter, di Schio. Tra il 1908 e il 1909 la ditta Bianchi-Steiner & C., di Milano, completò il ponte in muratura e su progetto dell'ingegnere Voghera, di Padova, la Società di Costruzioni Brambilla di Milano costruì il ponte in ferro, ad arcata negativa, sul torrente Astico.

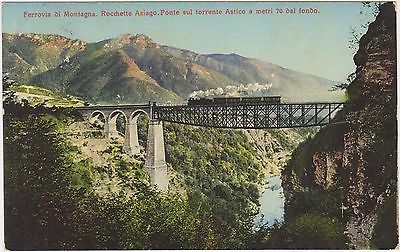
Il ponte sull'Astico in una cartolina d'epoca

All'inizio fu impiegata una locomotiva da cantiere, (detta La gobba), con rodiggio 0-2-0: aveva il numero 10 e venne radiata nel 1915 e sostituita con la Lupa. La prima locotender da treno arrivò a Cesuna il 24 aprile 1909, a Canove il 25 novembre e ad Asiago il 4 dicembre dello stesso anno.
Giovedì 10 febbraio 1910, alle ore 8:30, la linea fu inaugurata nella sua totalità. Secondo le cronache del tempo si dovette prima sgombrare la linea dall'abbondante nevicata iniziata il giorno precedente e continuata per tutta la notte, mediante l'impiego di due spartineve partiti da Asiago e diretti in pianura: uno, quello carenato più performante, sarà riagganciato poi davanti alla locomotiva apripista, che partirà con opportuno anticipo da Rocchette e l'altro, normale, davanti alla locomotiva che trainerà il vagone con le autorità, i giornalisti ed i fotografi. L'ufficializzazione dell'apertura del servizio passeggeri/merci avvenne il 4 agosto successivo. Il collaudo definitivo, invece, avvenne il 9 luglio 1912.
Nel maggio 1916, dopo la Strafexpedition, il treno fermava a Ponte Campiello e viaggiava solo di notte; alla parte metallica del ponte sull'Astico vennero tolte le lamiere-pedane. Non vi furono mai incidenti.
L'esercizio venne iniziato dalla sub-concessionaria Società di Schio, F.N.V. (Ferrovie Nord Vicenza); ma nel 1926 passò sotto il diretto controllo della stessa Società Veneta che gestiva finanziariamente la controllata suddetta. Nel secondo dopoguerra il traffico su rotaia andò scemando per effetto della concorrenza su strada assai più rapida, finché il 31 luglio 1958 giunse il provvedimento di sospensione dell'esercizio.
Il 26 febbraio 1977 la legge n. 60 votata dal Parlamento ne decise la definitiva soppressione, estesa ad ogni altra linea ferroviaria locale, ovvero la Thiene-Rocchette-Arsiero sospesa in data 31 marzo 1964.

## Percorso
| Unknown route-map component "exCONTgq" | Unknown route-map component "exABZ+lr" | Unknown route-map component "exCONTfq" |

| Unknown route-map component "exBHF" |

|  | Unknown route-map component "exABZgl" | Unknown route-map component "exCONTfq" |

| Unknown route-map component "exTUNNEL2" |

| Unknown route-map component "exhKRZWae" |

| Unknown route-map component "exBUE" |

| Unknown route-map component "exBHF" |

| Unknown route-map component "exKMW" |

| Unknown route-map component "exTUNNEL2" |

| Unknown route-map component "exBUE" |

| Unknown route-map component "exTUNNEL2" |

| Unknown route-map component "exSKRZ-Bo" |

| Unknown route-map component "exTUNNEL2" |

| Unknown route-map component "exBUE" |

| Unknown route-map component "exSKRZ-Bo" |

| Unknown route-map component "exBUE" |

| Unknown route-map component "exKMW" |

| Unknown route-map component "exBHF" |

| Unknown route-map component "exBUE" |

| Unknown route-map component "exBHF" |

| Unknown route-map component "exTUNNEL2" |

| Unknown route-map component "exBUE" |

| Unknown route-map component "exTUNNEL2" |

| Unknown route-map component "exBHF" |

| Unknown route-map component "exBUE" |

| Unknown route-map component "exhKRZWae" |

| Unknown route-map component "exBUE" |

| Unknown route-map component "exBHF" |

| Unknown route-map component "exBUE" |

| Unknown route-map component "exBUE" |

| Unknown route-map component "exKBHFe" |

Il tracciato iniziava dai 283 metri s.l.m. di Rocchette e terminava ai 1001 metri s.l.m. di Asiago e si sviluppava per più di 21 km. Venne armato con rotaie Vignoles poste su traversine in legno con scartamento di 950 mm e comprendeva un tratto parziale a cremagliera di tipo Strub lungo 5764 m con pendenza media del 116 per mille, che in alcuni tratti raggiungeva il valore massimo del 125 per mille: si doveva infatti passare dai 297 metri s.l.m. di Follon di Cogollo (Cogollo del Cengio dopo la Grande Guerra '15-'18) ai 965 metri s.l.m. della fine della cremagliera (estremità che oltrepassa di 528 m il casello nº 4 di Campiello a 916 metri s.l.m., il quale era a sua volta distante 1461 m dall'omonima Stazione situata in Val Canaglia a 990 metri s.l.m.). L'esercizio fu sempre con trazione a vapore fino alla sua chiusura (31 luglio 1958), anche se fu preventivato di convertirlo a trazione elettrica, ma mai realizzato.

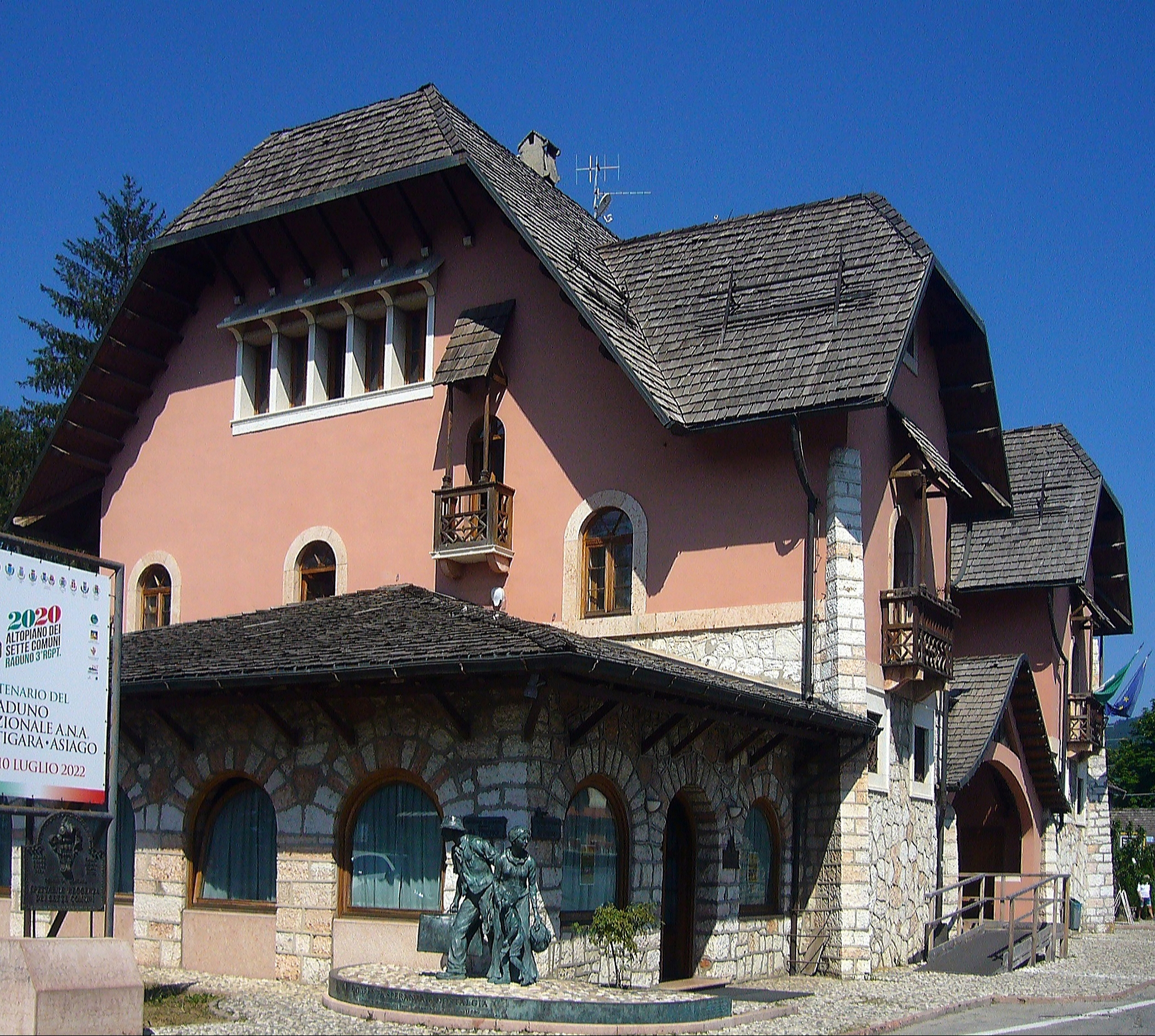
L'ex stazione di Asiago

Vennero costruite le seguenti opere:
- 6 gallerie, vari sottopassi e ponti minori
- il grande ponte sul fiume Astico composto da 2 parti: una costruzione in muratura a tre arcate, per un totale di 60 m, situata sull'argine sinistro (quello meno scosceso) e da un'unica travata in ferro a traliccio con profilo a doppia T composita (parte quest'ultima non più esistente dal 9 dicembre 1966), a via superiore ed arcata capovolta, della lunghezza di 92 m (peso 270 t). I punti di appoggio ed ancoraggio erano quindi da un lato la suddetta parte in muratura e dall'altro una base in calcestruzzo inglobata nella parete rocciosa a strapiombo dell'opposto argine destro ed appartenente alla rifinitura muraria d'uscita della galleria dell'Obelisco.
- 10 caselli abitate da guardiano e 8 garitte in legno.
- Serbatoi di acqua: Rocchette, Campiello, Cesuna, Asiago.
- Piattaforme girevoli: Rocchette, Campiello, Asiago.

La locomotiva lungo il tragitto di sola andata da Rocchette ad Asiago consumava 4 metri cubi di acqua e bruciava 5 quintali di carbone.
Il tratto a cremagliera iniziava proprio all'uscita della Stazione di Cogollo, alla quota di 297 m. s.l.m. in località Follon e terminava, dopo aver raggiunto i 965 m di altezza, poco prima dell'ingresso della Stazione di Campiello. Per raggiungere Asiago il trenino attraversava il folto bosco (detto Bosco nero) dopo la Stazione di Cesuna.
Nell'ultimo periodo di esercizio il tempo di percorrenza complessivo era di circa 1 ora e 20 minuti a salire, 1 ora e 5 minuti a scendere.

## Le locomotive
Per l'esercizio con trazione a vapore della linea vennero impiegate delle locomotive di costruzione svizzera della SLM di Winterthur, di rodiggio 0-3-0, molto compatte e dalla forma molto simile alle 980 FS a scartamento ordinario usate per la Cecina-Volterra anch'esse di progettazione SLM; erano dello stesso tipo delle locomotive gruppo 260 FCL. Le locomotive erano dotate di sistema di frenatura ed immobilizzazione ridondante non solo sugli assi ma anche sulla ruota dentata, nonché di freno a repressione utilissimo in discesa per mantenere costante la bassa velocità ammessa. Anche le vetture avevano un freno di immobilizzazione a vite che bloccava una ruota dentata sulla cremagliera.
Le locomotive, come era in uso a quel tempo, vennero battezzate con i nomi di:
- A. Rossi ...........(numero di identificazione F.N.V. Nº 1)
- Asiago .............(numero di identificazione F.N.V. Nº 2)
- Roana .............(numero di identificazione F.N.V. Nº 3)
- Rocchette .......(numero di identificazione F.N.V. Nº 4)
- Lupa ...............(numero di identificazione F.N.V. Nº 110), aggiunta durante la prima guerra mondiale nel 1915, di rodiggio 0-3-0. Era così chiamata per il suo fischio simile a un ululato, era utilizzata principalmente per il traino dei convogli merci e l'utilizzo dello speciale carro spartineve.

## Rotabili
Per il trasporto persone si usarono inizialmente carrozze a due assi, mentre in seguito furono introdotte quelle tipo Norimberga da 56 posti, tipo Montebelluna da 36 posti e tipo Svizzero con 48 posti a sedere.
Le carrozze avevano organi di attacco rinforzati e freno su una ruota dentata che ingranava la cremagliera, erano riscaldate, illuminate da luce elettrica e senza servizi igienici vista la brevità del percorso.

Per il trasporto merci venivano impiegati carri merci coperti e scoperti.
Nel 1931, alla chiusura delle tranvie Montebelluna-Asolo e Montebelluna-Valdobbiadene, 4 rimorchiate, a carrelli tipo Diamond, utilizzate per tali servizi furono trasferite ad Asiago ed integrate nel parco rotabili della linea.

## La chiusura definitiva
La linea, il cui servizio venne sospeso e sostituito da autocorse dal 1º agosto 1958, fu soppressa con la Legge del 26 febbraio 1977 n.60 pubblicata sulla Gazzetta Ufficiale n.71 del 15 marzo 1977.
Soppressione delle Ferrovie Schio-Rocchette-Asiago e Thiene-Rocchette-Arsiero, già trasformate in servizio automobilistico a norma dell'art.1/c, della Legge 2 agosto 1952, n.1221.
composta di un solo articolo:
Le ferrovie Schio-Rocchette-Asiago e Thiene-Rocchette-Arsiero... sono soppresse...

## Stato attuale
Il percorso è in parte rintracciabile tra Cogollo del Cengio e Asiago. Nel tratto più a valle è in parte occupato da costruzioni. A Cogollo del Cengio è rimasta la malconcia stazione (restaurata a metà 2014), vi sono tre gallerie, tre caselli (nº 1, 2 e 3) e la stazione di Campiello, ora di proprietà privata.
Poco sopra la stazione di Campiello è ancora presente il manufatto in cemento che convogliava l'acqua piovana nel grande serbatoio interrato di 500 metri cubi di capacità.
Sui tratti nei comuni di Roana e Asiago è stato creato un percorso ciclo-pedonale chiamato "La Strada del Vecchio Trenino" che interessa gli oltre dodici chilometri che vanno da località Campiello sino ad Asiago. Il percorso attraversa i boschi e le ondulate colline dell'Altopiano ed è attrezzato con alcune aree di sosta e due aree didattiche con pannelli esplicativi, oltre che da un sistema di segnaletica.
La stazione di Asiago è sede dell'Unione montana Spettabile Reggenza dei Sette Comuni e dell'Ufficio Informazioni Turistiche, che si trovano adiacenti al piazzale dello Stadio del ghiaccio Hodegart. Al di fuori del fabbricato si trova l'autostazione del servizio autobus interurbano.
La stazione di Canove di Roana è sede del Museo della Grande Guerra 1915-18.
La stazione di Tresché Conca è sede dell'ufficio della Pro Loco.
La stazione di Cesuna è stata invece demolita.
Le due gallerie ferroviarie dell'Altopiano (quella di Cesuna e quella di Tresché Conca) sono state recuperate e dotate di illuminazione; entrambe fanno parte del percorso ciclo-pedonale.
Non esiste più il tratto della parte di ponte in ferro sul torrente Astico, abbattuto il 9 dicembre 1966 perché in supposte cattive condizioni, peraltro dubbie; mentre esiste ancora il tratto di ponte della parte in muratura, sulla riva sinistra dell'Astico in territorio di Cogollo del Cengio.
Intorno al 1997 il tratto a cremagliera a partire dall'ex-sottopasso con la Strada Provinciale Nº349 del Costo fino al suo estremo superiore più qualche decina di metri a monte, insieme al casello Nº3 della Pendola (il casello Nº4, all'altezza del secondo sottopasso della provinciale, è stato demolito), sono stati acquistati da un appassionato che, oltre a preservarne la tratta, si occupa attivamente della raccolta di materiale documentaristico sulla linea stessa oltre che sulla tratta Rocchette-Arsiero.
La superficie della ex-Stazione di Rocchette, che si trovava tra l'attuale Caserma dei Carabinieri e lo Stabilimento Nº3 della Lanerossi, dopo essere stata trasformata in Stazione Autocorriere della stessa Società Veneta e poi della SIAMIC, è stata completamente urbanizzata (Progetto P.E.E.P. del 1980, Piano per l'Edilizia Economica Popolare) ed il Fabbricato Viaggiatori della stazione demolito; come pure tutti i vari fabbricati delle Officine Locomotive, Officine Carrozze, Deposito Locomotive, Verniciatura, Fucina, Deposito Carbone, Falegnameria (con l'alloggio del Capostazione), Magazzini Merci, Tettoie per il Trasbordo, Casa Cantoniera e Piattaforme girevoli. Sopravvivono solo un centinaio di metri di muro di recinzione di sassi e malta che delimitava il lato nord dell'area della Stazione e che la separava dai vari fabbricati d'epoca fine-ottocentesca preposti ad alloggi degli impiegati Lanerossi (dei quali due grossi, uno sede del Circolo o Club Impiegati Lanerossi e l'altro adibito ad Asilo infantile e Scuole), in prossimità del Lanificio e adiacenti alla chiesa di S. Giuseppe del Quartiere operaio.
La galleria dell'Obelisco che sfociava direttamente sul ponte di ferro, subito a monte della Stazione di Rocchette, è stata murata.
Le locomotive con sistema a cremagliera sono state demolite nel 1964 con la fiamma ossidrica, nel luogo della stazione compreso fra il Magazzino Merci (che disponeva di paranco per il carico/scarico dei blocchi di marmo provenienti dalle cave dell'Altipiano di Asiago) e la Casa Cantoniera o Casa del Guardiano.
Del complesso ferroviario del Nord-Vicentino, nel territorio del Comune di Piovene Rocchette (unica località ferroviaria ad avere 2 stazioni), resta solo il Fabbricato Viaggiatori, costruito nel 1885, della Stazione di Piovene detto della Carosseta, che serviva da fermata per il centro abitato, trasformato in deposito privato (ora dismesso) di un'impresa sub-affittuaria dell'ENEL.

## Diffusione nella cultura di massa
Nel primo dopoguerra dei film di finzione o documentari si riferivano a questo percorso:
- L'ebbrezza del cielo
- I treni dei 10 km all'ora.

Nel 2014 fu realizzata a Cogollo del Cengio una mostra con reperti fotografici e materiali legati al treno e al suo tracciato. La mostra, aperta al piano interrato della sede municipale dal 16 novembre 2014 al 15 gennaio 2015 registrò oltre 7mila visitatori. Nell'occasione fu stampato un volume denominato "Cogollo del Cengio e il suo Trenino. 1910 - 1958".